# Русько-Пайовське сільське поселення
Ру́сько-Пайо́вське сільське поселення (рос. Русско-Паёвское сельское поселение) — муніципальне утворення у складі Інсарського району Мордовії, Росія. Адміністративний центр — село Руська Пайовка.

## Історія
Станом на 2002 рік існували Русько-Пайовська сільська рада (села Засічна Слобода, Руська Пайовка, присілок Кульмеж), Челмодеєвсько-Майданська сільська рада (села Козловка, Челмодеєвський Майдан, присілок Потуловка) та Ямщинська сільська рада (село Ямщина, селище Свобода).
19 травня 2020 року до складу сільського поселення були включені ліквідовані Челмодеєвсько-Майданське сільське поселення (села Козловка, Челмодеєвський Майдан, присілок Потуловка) та Ямщинське сільське поселення (село Ямщина, селище Свобода).

## Населення
Населення — 770 осіб (2019, 1021 у 2010, 1363 у 2002).

## Склад
До складу поселення входять такі населені пункти:
| Населений пункт             | Населення, осіб (2002) | Населення, осіб (2010) |
| --------------------------- | ---------------------- | ---------------------- |
| Засічна Слобода, село       | 63                     | 43                     |
| Козловка, село              | 50                     | 14                     |
| Кульмеж, присілок           | 175                    | 138                    |
| Руська Пайовка, село        | 386                    | 326                    |
| Свобода, селище             | 9                      | 1                      |
| Челмодеєвський Майдан, село | 360                    | 230                    |
| Ямщина, село                | 320                    | 269                    |